# Anechites
Anechites là chi thực vật có hoa trong họ Apocynaceae.